# 櫻井孝昌

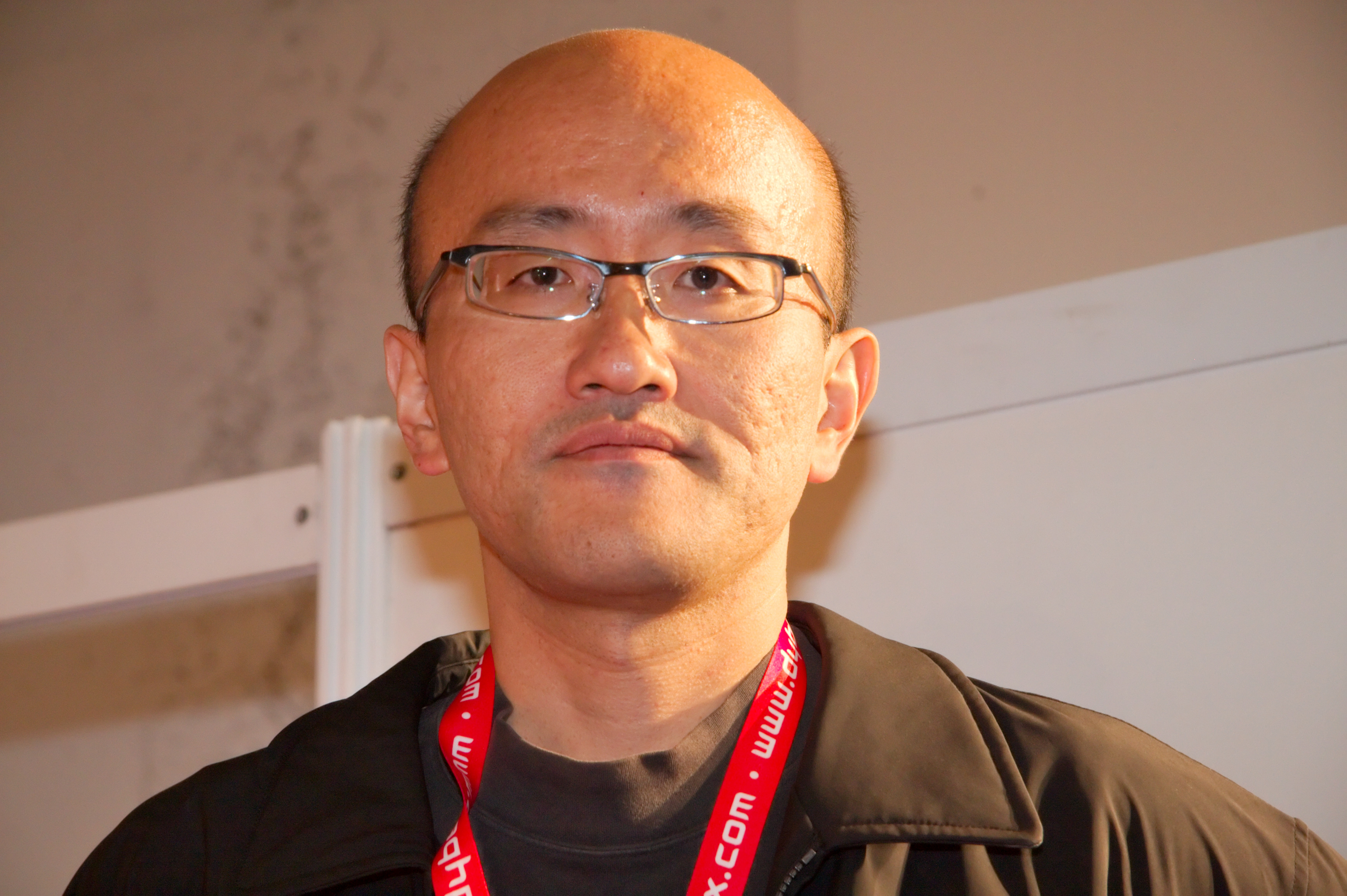
櫻井孝昌（2008年、Chibi Japan Expo 2008にて）

櫻井 孝昌（さくらい たかまさ、1965年12月19日 - 2015年12月4日）は、日本のポップカルチャー研究家、メディアプロデューサー。

## 生涯
早稲田中学校 、早稲田高等学校（在学中の愛称は、”セコライ”）、 早稲田大学政治経済学部卒。
光文社にて編集者として『赤瀬川原平の名画読本』など、ノンフィクション書籍の編集を担当。後、退社して、世界各地における日本発のポップカルチャー受容について研究した。
外務省の派遣講師として世界各国で日本のロリータファッション等ポップカルチャーを日本文化として紹介する活動を行い、その経験を著書『アニメ文化外交』『世界カワイイ革命』にまとめた。
2015年12月4日午前0時30分頃、JR西日暮里駅でホームから転落し、京浜東北線大宮行きの普通電車に轢かれ、搬送先の病院で死亡が確認された。49歳没。転落直前に、酒に酔った様子が目撃されていた。

## 著書
- 『アニメ文化外交』（筑摩書房、2009年5月）ISBN 9784480064875
- 『世界カワイイ革命』（PHP研究所、2009年11月）ISBN 9784569775357
- 『日本はアニメで再興する』（アスキー・メディアワークス、2010年4月）ISBN 9784048684811
- 『「捨てる」で仕事はうまくいく』（ダイヤモンド社、2010年9月）ISBN 9784478014677
- 『ガラパゴス化のススメ』（講談社、2010年9月）ISBN 9784062165051
- 『英語で話そう! 世界が恋する日本』（アルク、2011年7月）ISBN 978-4757419841
- 『日本が好きすぎる中国人女子』PHP新書 2013
- 『世界でいちばんユニークなニッポンだからできること〜僕らの文化外交宣言〜』（上坂すみれと共著 パルコ出版、2013年11月）ISBN 9784865060430

## 連載
- 「J-Pop Culture 見聞録」（アジアンビート、2011年4月6日 - 2012年5月24日）
- 「櫻井孝昌のJAPAN!JAPAN!JAPAN!」（アジアンビート、2012年5月30日 - 2014年5月28日）
- 「ポップカルチャー見聞録〜世界が愛する日本を追いかけて〜」（アジアンビート、2014年6月4日 - 2015年12月28日）
- 「ニッポン再発見!」（繊研plus、2014年12月3日 - 2015年12月3日[5]）

## ラジオ
- TOKYO No.1 カワイイラジオ（JFN系列：2012年4月18日 - 2014年9月27日）
- スキマから聴こえてくるラジオ 〜ジャパラボ〜（JFN系列：2014年10月4日 - 2015年12月5日[6]）

## TEAM SAKUSAKU
櫻井孝昌によって繋がったJ-POPカルチャー仲間が、櫻井のJ-POPカルチャーで世界中に平和をもたらすという意思を継いだPARTYをやろうと決め、水島大宙を中心に櫻井の名を取ってTEAM SAKUSAKUを結成。櫻井の誕生日である2016年12月19日に渋谷O-nestで第1回のライブとトークショー「さくらいっくすまいる。'16」を行った。